# Mandunyane
Mandunyane est une ville du Botswana.